# Zacatrophon beebei
Zacatrophon beebei is een slakkensoort uit de familie van de Muricidae. De wetenschappelijke naam van de soort is voor het eerst geldig gepubliceerd in 1948 door Hertlein & Strong.